# Juan Armando Benavídez
Juan Armando Benavídez Rodríguez (né le 20 septembre 1927 à Tucumán en Argentine et mort en août 2005 à Malaga en Espagne) est un joueur de football international argentin naturalisé ensuite espagnol qui évoluait au poste d'attaquant.

## Biographie

### Carrière en club
Il est co-meilleur buteur du championnat d'Argentine en 1953 avec l'équipe de San Lorenzo de Almagro, inscrivant 22 buts, soit le même total que Juan José Pizzuti.
Au cours de son passage en Espagne, il dispute 89 matchs en première division, et 29 matchs en deuxième division, inscrivant un total de 35 buts. Il réalise sa meilleure performance en Espagne lors de la saison 1957-1958, où il inscrit 8 buts en Division 1 avec l'Espanyol de Barcelone.

### Carrière en sélection
Il joue un match en équipe d'Argentine lors de l'année 1951.

## Palmarès
| San Lorenzo de Almagro - Championnat d'Argentine : - Meilleur buteur : 1953 (22 buts). |  | Espanyol de Barcelone - Coupe d'Espagne : - Finaliste : 1956-57. |  |  |